# Перепис населення США (2000)
Перепис населення США 2000 року — двадцять другий за рахунком перепис населення, що проводився на території США. Стартував 1 квітня 2000 року. За результатами перепису, населення США становило 281 421 906 осіб, продемонструвавши зростання на 13,2 % порівняно з 1990 роком. У цілому проведення перепису населення вимагало від федерального уряду докласти безпрецедентних на той момент для американської історії зусиль та фінансових коштів. Негативну статистику населення показав лише Округ Колумбія; найбільшим штатом опинилася Каліфорнія, а найменшим — Вайомінг. Приблизно 16 % домогосподарств повинні були заповнити так звану «довгу форму», яка складалася приблизно зі 100 питань.
Згідно з Конституцією Сполучених Штатів, перепис населення в США проводиться кожні 10 років, починаючи з 1790 року. Попередній перепис проводився в 1990 році. Участь у перепису населення є обов'язковою в повній відповідності з 13-м розділом Кодексу США.
Дані перепису зібрані й представлені для публічного ознайомлення в системі IPUMS. Детальна інформація про певну невелику частину території доступна в базі NHGIS.